# 阿爾謝尼耶夫岩
71°51′S 11°12′E / 71.850°S 11.200°E
阿爾謝尼耶夫岩（英語：Arsen'yev Rocks）是南極洲的岩層，位於毛德皇后地的阿斯特里德公主海岸，處於傑留金山以西5公里，屬於洪堡山脈中利布克內希山脈的一部分，現時由南極條約體系管理。